# Elutronuxia isolata
Elutronuxia isolata är en insektsart som beskrevs av Marius Descamps 1964. Elutronuxia isolata ingår i släktet Elutronuxia och familjen Euschmidtiidae. Inga underarter finns listade i Catalogue of Life.